# Götalundens kyrka
Götalundens kyrka är en kyrkobyggnad belägen strax norr om Trollhättans centrum. Den tillhör Trollhättans församling i Skara stift. 

## Historia
Norra Trollhättans småkyrkostiftelse bildades 5 juni 1953 med syftet att bygga "en värdig och permanent gudstjänstlokal" i de norra stadsdelarna. Lektor Oskar Hörmander var initiativtagare och stiftelsens första ordförande. Stadsfullmäktige beslöt 1956 att upplåta en del av parkområdet vid Götalundens begravningsplats och 1957 kunde kyrkoherde Lennart Fridén ta det första spadtaget.

## Kyrkobyggnaden
Kyrkan var då den byggdes 1958 ursprungligen en småkyrka vid sidan om församlingens huvudkyrka och därmed stiftets första. Den ritades av den lokale arkitekten Leif Wijkmark och invigdes den 7 december 1958. Den var redan från början sammanbyggd med förskola och fritidsgård. Byggnaden har branta gavlar av slammat tegel med sadeltak. Interiören har tidstypiska limträbjälkar. 
I början av 1970-talet ansågs kyrkan vara för liten och i mars 1973 kunde en tillbyggnad med bland annat en sakristia på kyrkans norra sida invigas.
Efter delningen av Trollhättans församling 1989 blev Götalundens kyrka församlingskyrka i Götalundens församling. År 1993 utökades byggnaden med personalrum och kyrksalen fick ett marmorgolv.
Utseende på kyrkan idag fick den under året 2015 då den byggdes till och renoverades. Kyrkan återinvigdes 24 oktober 2016 av biskop Åke Bonnier.

## Inventarier
- Dopfunten från 1971 är utförd av Erik Sand. Underdelen är uppbyggd som en så kallad trollknut
- Altartavlan från 1974, en triptyk målad av John Hedæus, ersatte ett tidigare upplyst kors.
- Predikstolen tillkom 1977.

### Orgel
- Den första orgeln tillverkad 1962 av A. Magnusson Orgelbyggeri AB var placerad på läktaren. Den flyttades 1992 till Skogshöjdens kyrka
- Samma år kunde en ny orgel, placerad på golvet i öster, tas i bruk. Det är en mekanisk orgel med ljudande fasad, tillverkad 1992 av Tostareds Kyrkorgelfabrik. Den har sjutton stämmor fördelade på två manualer och pedal.[3]